# Profondeur équivalente air
Pour les articles homonymes, voir PEA.
Cet article concerne le calcul de la décompression en utilisant nitrox. Pour le calcul des effets narcotiques à l'aide de trimix, voir Profondeur narcotique équivalente.
La profondeur équivalente air (PEA) (en anglais : equivalent air depth (EAD)) est un moyen de rapprocher les exigences de décompression des mélanges de gaz respiratoires contenant de l'azote (N2) et de l'oxygène (O2) dans des proportions différentes de celles de l'air, connues sous le nom de « nitrox »,,.
La profondeur équivalente air, pour un mélange nitrox donné et une profondeur, est la profondeur d'une plongée lors de la respiration de l'air qui aurait la même pression partielle d'azote. Ainsi, par exemple, un mélange de gaz contenant 36 % d'oxygène (EAN36) utilisé à 27 mètres a un PEA de 20 mètres.

## Exemple de calcul
La profondeur équivalente air peut être calculée pour les profondeurs en mètres comme suit :
PEA = (Profondeur + 10) × Fraction d'azote / 0,79 − 10.
En utilisant l'exemple précédent, pour un mélange nitrox contenant 64 % d'azote (EAN36) utilisé à 27 m, la PEA est :
PEA = (27 + 10) × 0,64 / 0,79 − 10 = 37 × 0,81 − 10 = 30 − 10 = 20 m.
Ainsi, à 27 m avec ce mélange, le plongeur calcule ses exigences de décompression comme s'il était à 20 m.

## Tables de plongée
Bien que toutes les tables de plongée ne soient pas recommandées pour une utilisation de cette manière, les tables de Bühlmann conviennent pour ce type de calcul. À 27 m, la table Bühlmann 1986 (0-700 m) permet un temps de fond de 20 min sans nécessiter d'arrêt de décompression. Alors qu'à 20 m, le temps sans arrêt de décompression est de 35 min. Cela montre que l'utilisation d'un nitrox EAN36 pour une plongée de 27 m peut donner une augmentation de 75 % du temps de fond au cours de l'utilisation de l'air.
Les tables US Navy ont également été utilisées avec une profondeur équivalente air, avec un effet similaire. Les calculs sont théoriquement valables pour tous les modèles de décompression de type haldanien.